# Contea di Yongsheng
La contea di Yongsheng (永胜县S, Yǒngshèng XiànP) è una contea della Cina, situata nella provincia di Yunnan e amministrata dalla prefettura di Lijiang.